# Daniel Malacara Hernández
Daniel Malacara Hernández (León, Guanajuato, México  1937- ) es un científico mexicano especializado en óptica.

## Semblanza biográfica
Estudió física en la Universidad Nacional Autónoma de México en 1961 y la maestría y el doctorado en óptica en la Universidad de Rochester en 1963 y 1965 respectivamente.
Colaboróen la Facultad de Ciencias y en el Instituto de Física de la UNAM y en la fundación del Instituto Nacional de Astrofísica, Óptica y Electrónica de México. Además, fue fundador del Centro de Investigaciones en Óptica en León en 1980 del cual fue director hasta 1989.
Recibió el Premio Nacional de Ciencias y Artes en la categoría de Tecnología y Diseño del Gobierno de México en 1986.
Es miembro distinguido (Fellow) de la Sociedad Internacional de Ingeniería en Óptica (SPIE) la cual le otorgó el Premio A.E. Conrady en 1994"en reconocimiento a contribuciones excepcionales en diseño, construcción y prueba de sistemas e instrumentación ópticos. El otorgamiento de este premio se basa en el desarrollo de nuevos equipos, técnicas y aplicaciones para diseñar, probar, analizar y/o evaluar sistemas, componentes o teorías de óptica".
Fue vicepresidente de la Comisión Internacional para la Óptica la cual le otorgó el Premio Galileo Galilei en 1996 "por contribuciones extraordinarias al campo de la óptica logradas bajo circunstancias comparativamente desfavorables" "debido a condiciones económicas o sociales difíciles".
Es miembro distinguido (Fellow) de la Sociedad Óptica Estadounidense la cual le otorgó el Premio Fraunhofer/Burley en 2003 que reconoce logros en investigación en Ingeniería Óptica “por sus contribuciones excepcionales al arte de la interferometría y a la ciencia de las pruebas ópticas”.
La  SPIE, más recientemente conocida como Sociedad Internacional de Óptica y Fotónica le otorgó la Medalla de Oro en 2012 "como reconocimiento a sus grandes contribuciones al campo de la Óptica a través de su investigación, sus libros y al establecimiento de Institutos en México dedicados a la enseñanza y a la investigación en óptica".
Es Investigador Nacional Emérito del Sistema Nacional de Investigadores de México e Investigador Emérito del Centro de Investigaciones en Óptica.
Es integrante del  Consejo Consultivo en Ciencias en Tecnología y Diseño de la Presidencia de México, miembro de la Sociedad Mexicana de Física, de la Academia Mexicana de Ciencias y de la Academia Mexicana de Óptica.

## Libros
En inglés:
- Color Vision and Colorimetry: Theory and Applications, SPIE Press, 2011, ISBN 0-8194-4228-3 e ISBN 978-0-8194-8397-3
- Handbook of Lens Design, 1994, ISBN 0-8247-9225-4
- Handbook of Optical Design, 2003, ISBN 0-8247-4613-9
- Handbook of Optical Engineering, ISBN 0-8247-9960-7
- Geometrical and Instrumental Optics, ISBN 0-12-475970-X
- Interferogram Analysis for Optical Design, 2005, ISBN 1-57444-682-7 e ISBN 0-8247-9940-2
- Optical Shop Testing, ISBN 0-470-13597-2
- Physical Optics and Light Measurements, ISBN 0-12-475971-8
- Selected papers on Interference, Interferometry, and Interferometric Metrology, ISBN 0-8194-1936-2
- Selected Papers on Optical Shop Metrology, ISBN 0-8194-0478-0

En español:
- Telescopios y Estrellas, Fondo de Cultura Económica, 2004, ISBN 9789681668747[12]
- Óptica Tradicional y Moderna, Fondo de Cultura Económica[13]
- Óptica Básica, Fondo de Cultura Económica, 2004, ISBN 9681673131 e ISBN 9789681673130[14]